# کمپ هامفریز
کمپ هامفریز (کره‌ای: 캠프 험프리스) پایگاه نظامی مستقر در پیونگتائک، کره جنوبی، متعلق به نیروی زمینی ایالات متحده آمریکا است، که در سال ۱۹۵۰ تأسیس شد و هم‌اکنون ستاد فرماندهی ارتش هشتم در آن قرار دارد.
کمپ هامفریز محل فرودگاه نظامی دسیدریو، شلوغ‌ترین فرودگاه نظامی ایالات متحده در آسیا، با باند فرود ۸۱۲۴ فوتی (۲۴۷۶ متری) است. علاوه بر این فرودگاه، چندین واحد پشتیبانی، ترابری و تاکتیکی مستقیم ارتش ایالات متحده، از جمله تیپ هوایی رزمی، لشکر ۲ پیاده، در آنجا مستقر هستند. این پادگان مساحتی معادل ۳۴۵۴ هکتار دارد، که ساخت آن، ۱۱ میلیارد دلار آمریکا هزینه داشته است. کمپ هامفریز بزرگ‌ترین پایگاه نظامی ایالات متحده در خارج از کشور است که حدود ۵۰۰ ساختمان و امکانات رفاهی را در خود جای داده است.
در سال ۲۰۰۴، توافقی بین دولت‌های ایالات متحده و کره جنوبی برای انتقال تمام نیروهای آمریکایی به پادگان‌های جنوب رودخانه هان و جابجایی ستاد فرماندهی نیروهای ایالات متحده کره و سازمان ملل متحد به کمپ هامفریز حاصل شد. این جابجایی‌ها در سال ۲۰۱۸ تکمیل شد و کمپ هامفریز را به بزرگ‌ترین پادگان ارتش ایالات متحده در آسیا تبدیل کرد. بر اساس این طرح، حضور ۲۸۵۰۰ سرباز آمریکایی در کره جنوبی تثبیت شد و نیروهای ایالات متحده کره از پادگان یونگسان در سئول به کمپ هامفریز نقل مکان کردند. کمپ هامفریز در ۶۴ کیلومتری جنوب پایگاه سابق در سئول و حدود ۹۷ کیلومتری منطقه غیرنظامی که کره شمالی و جنوبی را از هم جدا می‌کند، قرار دارد. این امر این پایگاه را تقریباً دو برابر پایگاه قبلی از کره شمالی دورتر قرار می‌دهد که یکی از دلایل اصلی این جابجایی است. در حالی که مکان جدید بخش عمده‌ای از نیروهای آمریکایی را از برد توپخانه کره شمالی خارج می‌کند، ارتش کره شمالی راکت‌ها و موشک‌های بالستیک با کالیبر بزرگ و همچنین توانایی هسته‌ای را توسعه داده است که قادر به رسیدن به کمپ هامفریز است.